# Disphragis altilis
Disphragis altilis är en fjärilsart som beskrevs av William Schaus 1911. Disphragis altilis ingår i släktet Disphragis och familjen tandspinnare. Inga underarter finns listade i Catalogue of Life.